# Didymodon moritzianus
Didymodon moritzianus är en bladmossart som beskrevs av Brotherus 1902. Didymodon moritzianus ingår i släktet lansmossor, och familjen Pottiaceae. Inga underarter finns listade i Catalogue of Life.